# Jan Ptasiński

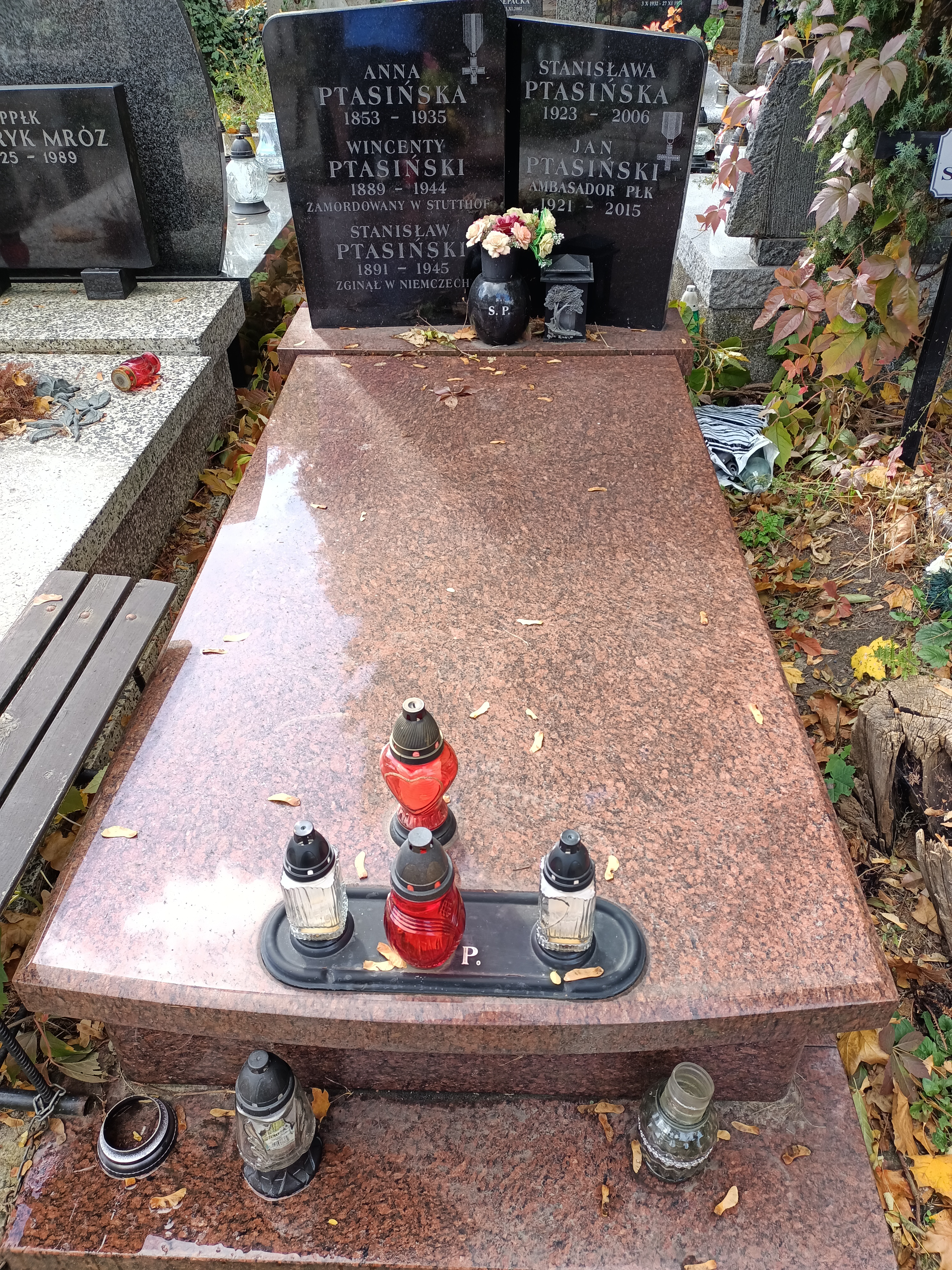
Grób Jana Ptasińskiego na Cmentarzu Wojskowym na Powązkach

Jan Ptasiński (ur. 21 kwietnia 1921 w Dłutowie, zm. 2 września 2015) – żołnierz GL i AL, pułkownik UB, wiceszef Ministerstwa Bezpieczeństwa Publicznego, poseł na Sejm PRL I, III i IV kadencji.

## Życiorys
Syn Wincentego i Stanisławy. W 1935 skończył szkołę powszechną w Kamienicy, od 1938 pracował w firmie budowlanej w Warszawie jako pomocnik murarza, potem murarz. We wrześniu 1939 brał udział w cywilnej obronie Warszawy, kopiąc rowy i wznosząc barykady. Po kapitulacji Warszawy wrócił do rodzinnej wsi. W 1940 przystąpił do organizacji Rewolucyjne Rady Robotniczo-Chłopskie „Młot i Sierp”, a także zorganizował wraz z ojcem pierwszą w Dłutowie (i jedną z pierwszych w powiecie płońskim) komórkę „Młota i Sierpa”. Od lipca 1941 był członkiem Komitetu Powiatowego tej organizacji w Płońsku. W 1942 wstąpił do Polskiej Partii Robotniczej. W maju tego samego roku został członkiem jej Komitetu Powiatowego w Płońsku, od stycznia 1945 do kwietnia 1946 był jego I sekretarzem. Od lipca 1942 do stycznia 1945 należał do Gwardii Ludowej (pseudonim „Wiarus”), był członkiem Dowództwa XVIII Okręgu GL. Następnie był członkiem Armii Ludowej. W maju 1944 jego ojciec został aresztowany, a brat Marian zastrzelony podczas próby aresztowania.
W latach 1946–1947 zasiadał w egzekutywie Warszawskiego Komitetu Wojewódzkiego PPR i kierował jego Wydziałem Organizacyjnym. Stamtąd przeszedł na funkcję II sekretarza Komitetu Wojewódzkiego partii w Rzeszowie, którą pełnił do 1948. W tym samym roku PPR współtworzyła Polską Zjednoczoną Partię Robotniczą. W latach 1948–1949 Jan Ptasiński był słuchaczem dwuletniej Centralnej Szkoły Partyjnej PPR, a następnie PZPR. W latach 1949–1952 pełnił funkcję I sekretarza Komitetu Wojewódzkiego PZPR w Rzeszowie, a w 1952 był I sekretarzem Komitetu Łódzkiego PZPR. 5 grudnia 1952 został jednym z czterech wiceministrów Ministerstwa Bezpieczeństwa Publicznego, funkcję sprawował do 9 grudnia 1954. Od 14 grudnia 1954 do 11 grudnia 1956 był zastępcą przewodniczącego Komitetu do spraw Bezpieczeństwa Publicznego przy Radzie Ministrów. W latach 1952–1957 i 1961–1965 był posłem na Sejm PRL. W latach 1954–1964 był zastępcą członka, a w latach 1964–1971 członkiem Komitetu Centralnego PZPR. Po październiku 1956 mianowany na niespełna dwa tygodnie I sekretarzem KW PZPR w Bydgoszczy. Od 12 grudnia 1956 do 15 lutego 1960 był zastępcą Komendanta Głównego Milicji Obywatelskiej. W 1960 ukończył warszawskie liceum ogólnokształcące. W latach 1960–1967 był I sekretarzem KW PZPR w Gdańsku, następnie od stycznia 1968 do lipca 1971 był ambasadorem PRL w Związku Radzieckim. W latach 1972–1982 pełnił funkcję wiceprezesa Centralnego Związku Spółdzielczości Pracy. Od 1983 był na emeryturze.
Wieloletni członek Rady Naczelnej i Zarządu Głównego Związku Bojowników o Wolność i Demokrację. W maju 1983 został przewodniczącym zespołu środowisk byłych żołnierzy i uczestników walk w obronie władzy ludowej przy ZBoWiD. Od 2001 był członkiem Zarządu Krajowego Stowarzyszenia Kawalerów Orderu Wojennego Krzyża Grunwaldu.
Zmarł 2 września 2015. Tydzień później został pochowany na Cmentarzu Wojskowym na Powązkach (kwatera B36-5-13).
Jego żoną była Stanisława z domu Kozarzewska (1923–2006).

## Publikacje
- Walka o Łódź socjalistyczną, Wydawnictwo Łódzkiego Komitetu Wyborczego Frontu Narodowego, Łódź 1952
- Z mazowieckich pól, (wydanie pierwsze i drugie : Książka i Wiedza 1959, Książka i Wiedza 1962, wydanie trzecie: Wydawnictwo MON, Warszawa 1968)
- Walki ciąg dalszy: 1945–1946, Wydawnictwo MON, Warszawa 1979
- Ziemia płońska w latach 1939–1945, Zakład Narodowy im. Ossolińskich, Wrocław 1981
- Pierwszy z trzech zwrotów, czyli rzecz o Władysławie Gomułce, Krajowa Agencja Wydawnicza, Warszawa 1983
- Na północ od Warszawy. Szkice z dziejów ruchu oporu 1939–1945, Wydawnictwo Czytelnik, Warszawa 1984
- Obrachunek własny, Wydawnictwo MON, Warszawa 1984
- Wydarzenia poznańskie: czerwiec 1956, Krajowa Agencja Wydawnicza, Warszawa 1986
- Gomułka u szczytu powodzenia – drugi zwrot, Krajowa Agencja Wydawnicza, Warszawa 1988
- Dzienniki ambasadora 1968–1969. Wybór, Wydawnictwo Mag, 2009
- Dzienniki ambasadora 1970. Wybór, Wydawnictwo Mag, 2009

## Odznaczenia
- Order Krzyża Grunwaldu III klasy (30 lipca 1946)[4]
- Order Sztandaru Pracy I klasy (1964)[5]
- Order Sztandaru Pracy II klasy
- Krzyż Komandorski Orderu Odrodzenia Polski
- Medal „Za udział w walkach w obronie władzy ludowej” (1986)[6]
- Medal za Długoletnie Pożycie Małżeńskie (1999)[7]
- Złota Odznaka honorowa „Zasłużony Pracownik Morza” (1965)[8]
- Medal im. Ludwika Waryńskiego (1986)[9]
- Odznaka 1000-lecia Państwa Polskiego (1966)[10]
- Odznaka honorowa „Za zasługi dla Gdańska” (1960)[11]
- Złota odznaka honorowa „Za Zasługi dla Warszawy” (1978)[12]
- Medal jubileuszowy „W upamiętnieniu 100-lecia urodzin Władimira Iljicza Lenina” (ZSRR, 1970)[13]
- Medal jubileuszowy „Czterdziestolecia zwycięstwa w Wielkiej Wojnie Ojczyźnianej 1941–1945” (ZSRR, 1985)[14]